# Ludvig Filip 1. af Orléans
Ludvig Filip 1 af Orléans (Louis Philippe d'Orléans) (født 12. maj 1725 på Slottet i Versailles, død 18. november 1785), var en fransk prins, hertug af Orléans og soldat. 

## Forfædre
Han var søn af Ludvif af Orléans, Hertug af Orléans og Auguste af Baden-Baden (1704-1726). Ludvig Filip 1. var oldesøn af Philippe af Frankrig, Hertug af Orléans, som var Ludvig 14.s yngre bror.

## Efterkommere
Ludvig Filip 1. giftede sig den 17. december 1743 med Louise Henriette af Bourbon (1726–1759). De fik tre børn, deriblandt Ludvig Filip 2. af Orléans (1747-1793), der blev far til kong Ludvig-Filip af Frankrig, som regerede fra 1830 til 1848.

## Literatur
- L’Automne d’un prince, eine Sammlung von Briefen des Herzogs an seine zweite Frau, herausgegeben von J. Hermand (1910).

 Der er for få eller ingen kildehenvisninger i denne artikel, hvilket er et problem. Du kan hjælpe ved at angive troværdige kilder til de påstande, som fremføres i artiklen.